# Margarete Gussow
Margarete Gussow est une astronome allemande née en 1896.

## Biographie
Elle étudie en mathématiques, astronomie et physique à Berlin. En 1924, elle est assistante à l'observatoire de l'Université de Berlin-Babelsberg où, en 1938, elle accède au poste d'observatrice à vie.
Elle a compilé des données de plusieurs observateurs sur epsilon Aurigae, dans une publication de 1936.
Sous la République de Weimar, seulement 1 % des chaires universitaires sont occupées par des femmes. Le 8 juin 1937, un décret dispose que seuls les hommes peuvent être nommés à ces chaires, si ce n'est dans le domaine social. Néanmoins, le 21 février 1938, « à titre individuel et exceptionnel » à la suite du lobbying de la Reichsfrauenführerin, la plus haute responsable de la branche féminine du parti nazi, Gertrud Scholtz-Klink, on accorde à Margarete Gussow une chaire d'astronomie.
On ne sait pas où elle se trouve après 1945.